# امپراتوری آلمان
امپراتوری آلمان (به آلمانی: Deutsches Kaiserreich) که همچنین با نام رایش دوم یا به سادگی آلمان (Deutschland) نیز شناخته می‌شود، زمانی از رایش‌آلمان بود که در میان سال‌های ۱۸۷۱ تا ۱۹۱۸ بر بخش‌هایی گسترده از شمال و شرق اروپا حکومت می‌کرد، رایش دوم با کناره‌گیری قیصر ویلهلم دوم به پایان رسید.
امپراتوری آلمان به صورت رسمی در سال ۱۸۷۱ میلادی، زمانی که حکومت‌های جنوب آلمان، به جز اتریش، به کنفدراسیون آلمان شمالی پیوستند، شکل گرفت. در ۱ ژانویه ۱۸۷۱، قانون اساسی مشروطه‌ای به اجرا درآمد که نام دولت را به امپراتوری آلمان تغییر داد و همچنین ویلهلم یکم، پادشاه پروس از دودمان هوهن‌تسولرن، نیز به عنوان امپراتور آلمان برگزیده شد. برلین جایگاه خود را به عنوان پایتخت حفظ کرد و اتو فون بیسمارک نیز به عنوان صدراعظم و رئیس دولت آلمان باقی ماند. همه این اتفاقات درحالی رخ داد که کنفدراسیون آلمان شمالی و متحدانش از آلمان جنوبی هنوز درگیر جنگ با فرانسه بودند. امپراتوری آلمان متشکل از ۲۷ ایالت بود که بیشتر آن‌ها توسط دودمان‌های سلطنتی اداره می‌شدند. چهار پادشاهی، شش دوک‌نشین بزرگ، پنج دوک‌نشین، هفت شاهزاده‌نشین، سه شهر آزاد از اتحادیه هانزا و یک قلمروی شاهی، این ایالت‌ها را تشکیل می‌دادند. با این‌که پادشاهی پروس یکی از چهار پادشاهی کشور بود، دو سوم جمعیت و قلمروی آلمان را تشکیل می‌داد. سلطه پروس بر امپراتوری آلمان در قانون اساسی نیز تأیید شده بود. پس از سال ۱۸۵۰، دولت‌های آلمان به سرعت رو به صنعتی شدن گذاشتند و در صنایعی مانند فولاد، زغال‌سنگ و ترابری ریلی پیشرفت چشم‌گیری کردند. در سال ۱۸۷۱، آلمان جمعیتی بالغ بر ۴۱ میلیون نفر داشت که تا سال ۱۹۱۳ به ۶۸ میلیون نفر رسید. درحالی که در سال ۱۸۱۵ میلادی (زمانی که ناپلئون استعفا داد) آلمان متشکل از دولت‌های کوچک و بزرگ بسیار و دارای جمعیتی روستانشین بود، در سال‌های پایانی رایش دوم از لحاظ سیاسی یکپارچه شده بود و بیشتر جمعیت آن در شهرها زندگی می‌کردند. در ۴۷ سال امپراتوری آلمان، این کشور یک غولِ صنعتی و علمی به حساب می‌آمد و بیشترین جایزه نوبل علمی را به خود اختصاص داده بود. حجم اقتصاد آلمان در سال ۱۹۰۰، از اقتصاد بریتانیا بیشتر شد و بدین ترتیب آلمان دارای بزرگ‌ترین اقتصاد اروپا و دومین اقتصاد بزرگ جهان (پس از آمریکا) شد. در سال‌های ۱۸۶۷ تا ۱۸۷۸/۹، بیسمارک، صدراعظم آلمان که دارای رکورد طولانی‌ترین زمان صدراعظمی در تاریخ آلمان نیز هست، سیاست لیبرالیسم را در پیش گرفت؛ اما رفته رفته رو به محافظه‌کاری نهاد. در دوران او، آلمان به یک قدرت استعماری تبدیل شد و بخش‌های باقی مانده از آفریقا را که تا آن زمان هنوز توسط هیچ‌کدام از دولت‌های اروپایی فتح نشده بودند را از آن خود کرد. بدین ترتیب، آلمانی‌ها سومین امپراتوری استعماری بزرگ جهان پس از بریتانیا و فرانسه شدند؛ همچنین رقابت دولت‌های استعمارگر در برخی موارد باعث آغاز جنگ میان آلمان و دیگر کشورها، از جمله بریتانیا، نیز می‌شد. در دوران رایش دوم، آلمان به یک قدرت بزرگ تبدیل شد، به سرعت راه‌های ریلی خود را گسترش داد، بزرگ‌ترین ارتش جهان را پی ریخت و با برنامه‌های گسترده‌ای، صنعتی شدن را دنبال کرد. در کمتر از یک دهه، نیروی دریایی آلمان تبدیل به دومین نیروی دریایی بزرگ جهان پس از نیروی دریایی بریتانیا شد. پس از کنار گذاشته شدن بیسمارک از قدرت توسط ویلهلم دوم در سال ۱۸۹۰، امپراتوری «سیاست جهانی» را در پیش گرفت که نقش تعیین‌کننده‌ای در آغاز جنگ جهانی اول بازی کرد. همچنین سیاست‌های جانشینان بیسمارک، یعنی شکل‌دادن اتحادهای کوتاه مدت و پرشمار، زمینه‌ساز انزوای دیپلماتیک آلمان شد. امپراتوری آلمان در سال ۱۸۷۹ وارد اتحاد دوگانه با اتریش-مجارستان شد و در سال ۱۸۸۲ نیز ایتالیا با شکل‌گیری اتحاد سه‌گانه به این جمع اضافه شد؛ آلمان همچنین روابط نزدیکی را با امپراتوری عثمانی دنبال می‌کرد. با این حال، زمانی که بحران ژوئیه روی داد، ایتالیا از اتحاد با آلمان و اتریش-مجارستان خارج شد. پس از سقوط امپراتوری آلمان، یک جمهوری فدرال که به جمهوری وایمار مشهور شد، قدرت را در دست گرفت که مردم از آن بسیار ناراضی بودند و همین مسئله به ظهور نازیسم و آدولف هیتلر انجامید.

## تاریخ

### یکپارچه شدن آلمانو تأسیس «۱۸۷۱–۱۸۴۸»

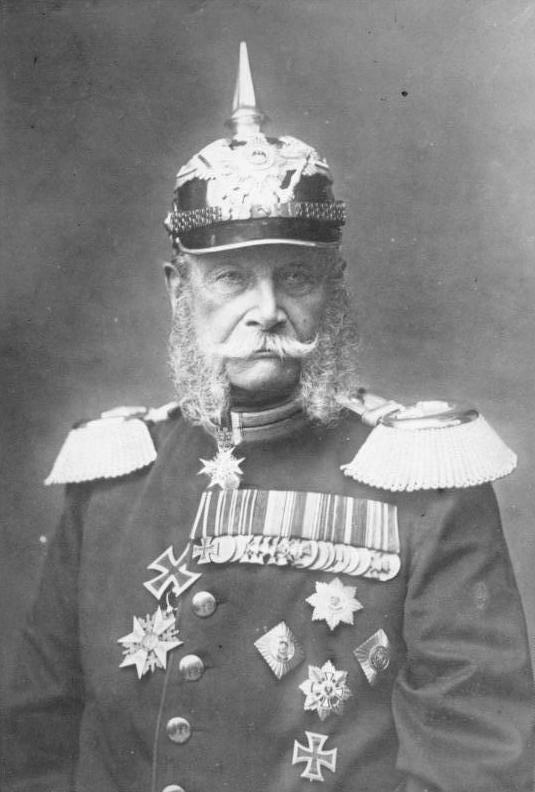
ویلهلم یکم، امپراتور آلمان و پادشاه پروس از سال ۱۸۶۱ تا ۱۸۸۸ «امپراتور آلمان (قیصر آلمان) از سال ۱۸۷۱»
این عکس متعلق به سال ۱۸۸۴ است

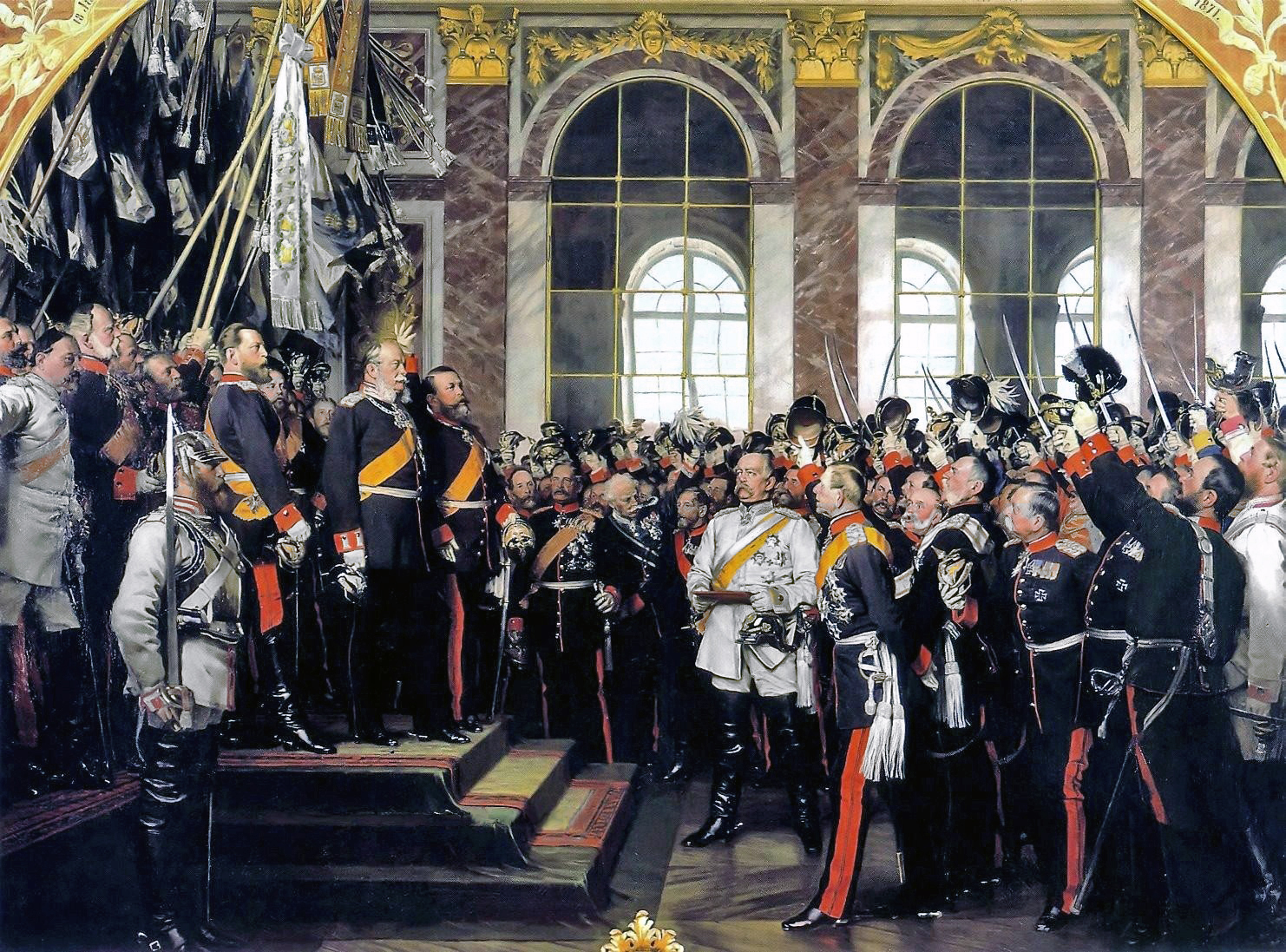
تاجگذاری ویلهلم یکم، پادشاه پروس به عنوان امپراتور «قیصر» آلمان در کاخ ورسای، ژانویه ۱۸۷۱. در این مراسم افرادی چون اتو فون بیسمارک، رئیس‌الوزرای پادشاهی پروس، فریدریش، ولیعهد ویلهلم یکم، شاهزاده وقت بادن و فرمانده ارتش پادشاهی پروس، هلموت فون مولتکه حضور دارند

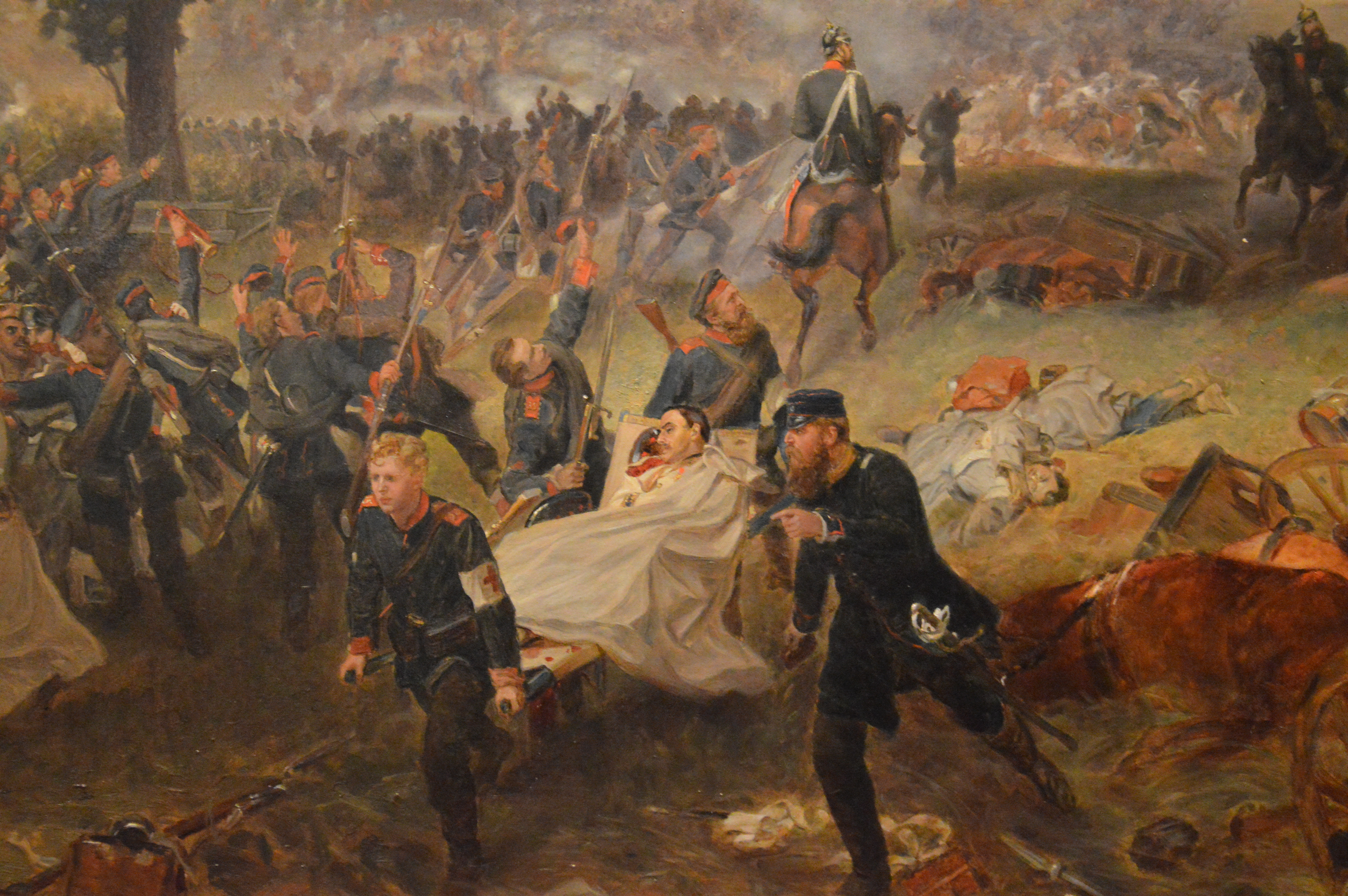
صحنه ای از نبرد کونیگراتس در سال ۱۸۶۶

کنفدراسیون آلمان شمالی در سال ۱۸۷۰

با رشد ملی‌گرایی آلمانی که از مردم‌سالاری خارج شده بود، اتو فون بیسمارک توانست کشوری متحد از سرزمین‌های آلمانی و بر پایه قدرت و نفوذ بیش از اندازه پروس، تشکیل دهد. شکل‌گیری این امپراتوری، پس از سه پیروزی پی‌درپی، برای پروس صورت گرفت. این جنگ‌ها عبارت بودند از: جنگ دوم شلسویگ، جنگ اتریش و پروس و بالاخره جنگ فرانسه و پروس. هسته نخستین این امپراتوری، کنفدراسیون آلمان شمالی بود. این امپراتوری یک حکومت فدرالی همراه با مجلسی به نام رایشستاگ بود که به‌طور رسمی، کابینه آن فقط توسط یک نفر به نام صدراعظم تشکیل و اداره می‌شد. تأسیس این کشور، با رشد اصلاحات در ژاپن و ایتالیا که مسیر مُشابهی در پیش گرفته بودند، هم‌زمان شد. امپراتوری آلمان با وحدت دولتهای آلمانی در سال ۱۸۷۱ توسط پادشاهی پروس «یکی از دولتهای آلمانی» شکل گرفت و در نیمه دوم قرن نوزدهم به یک قدرت بزرگ صنعتی تبدیل شد. این امپراتوری تا پیش از شروع جنگ جهانی اول با تصرف سرزمین‌های نامیبیا، کامرون، توگو و تانزانیا در قاره آفریقا و نیز بخشی از جزیره گینه نو و تعدادی از جزایر اقیانوس آرام به یک قدرت استعماری بزرگ تبدیل شد. امپراتوری آلمان تا انقلاب نوامبر ۱۹۱۸ ادامه یافت و از آن پس جمهوری وایمار جایگزین آن شد. آلمان در نیمه نخست سده ۱۹ میلادی سرزمینی چند پاره بود که میان پادشاهی‌ها و شاهزاده نشین‌های آلمانی تقسیم شده بود و بخشی از امپراتوری مقدس روم به‌شمار می‌رفت. پس از آن که ناپلئون، امپراتور فرانسه امپراتوری مقدس روم را در سال ۱۸۰۵ منحل کرد، این شاهزاده‌نشین‌ها و پادشاهی‌ها استقلال کامل یافتند. در این میان دو پادشاهی بزرگ ژرمنها، اتریش و پروس، برای کسب نفوذ بیشتر در اروپای مرکزی به رقابت برخاستند. پادشاهی اتریش افزون بر بخش آلمانی‌زبان، ایالات مجار و اسلاو نیز در قلمروش داشت و نژاد ژرمن تنها حدود یک‌سوم جمعیت این امپراتوری را تشکیل می‌داد، در حالی که پادشاهی پروس حکومتی کاملاً ژرمن بود و تقریباً تمام مردم این کشور را آلمانی‌زبانان تشکیل می‌دادند. پادشاهی پروس با اتحاد با امپراتوری روسیه نخست پادشاهی لهستان را که در اوج ضعف قرار داشت از میان برداشت و سرزمین لهستان میان دو قدرت تقسیم شد. اگرچه سهم بزرگ‌تر به روسیه رسید، اما پروس با به دست آوردن سرزمین‌های جدید، توانست تفاوت بارز نظامی و اقتصادی خود با دیگر پادشاهیهای آلمانی را آشکار سازد. سپس فتح پادشاهی هانوفر نفوذ پروس را در کرانه‌های رود راین تثبیت کرد. در سال ۱۸۴۸ در اروپا موج انقلاب‌های آزادی‌خواهانه اتفاق افتاد. تحت تأثیر این موج بزرگ حکومت پادشاهی اسپانیا از حالت پادشاهی مطلقه به پادشاهی مشروطه تغییر پیدا کرد، شاهان سوئد و نروژ و دانمارک که کشورهایشان با اعتراضات مردمی مواجه شد نیز فوراً به نظام مشروطه تن دادند، در فرانسه دوباره جمهوری به پا گشت، مردم بلژیک توانستند استقلال کشورشان را از پادشاهی هلند به دست بیاورند و مردم اتریش نیز که خونین‌ترین مبارزات را علیه حکومت پادشاهی مطلقه که در دست رئیس‌الوزرای مستبد اتریش، کلمنس فون مترنیخ به یک دیکتاتوری تمام عیار تبدیل شده بود نیز موفق شدند مترنیخ را سرنگون و شاه اتریش را برکنار نمایند. در ایتالیا موج وحدت گرایی آغاز شد و ملی گرایانی چون جوزپه گاریبالدی با مبارزاتشان توانستند ایتالیا را یک کشور متحد نمایند و در سرزمین‌های چند پاره آلمانی نیز موج انقلابات آغاز شد. این موج در این سرزمین‌ها با رشد روزافزون ملی‌گرایی آلمانی همراه شد. بسیاری از فلاسفه، اندیشمندان، مورخان و جامعه شناسان آلمانی سخن از لزوم اتحاد سرزمین‌های آلمانی نژاد می‌کردند و جوانان پرشور ملی‌گرا نیز از این فکر حمایت می‌کردند. در سال ۱۸۶۱ ویلهلم یکم به پادشاهی پروس رسید و یکی از مهم‌ترین طرفداران ملی‌گرایی آلمانی به نام اتوفون بیسمارک را رئیس‌الوزرای پروس نمود. با برقراری نظام مشروطه بیشتر اقتدارات نیز در اختیار رئیس الوزرا قرار گرفت. ویلهلم یکم اداره ارتش و نیروی دریایی را نیز به بیسمارک واگذار کرد و بیسمارک عملاً به قدرتمندترین فرد پروس تبدیل شد، او از همان ابتدای کار شرایط را برای اتحاد سرزمین‌های آلمانی آماده کرد. اولین جنگ بین پروس و دانمارک بود که علت آن اختلاف بر سر شاهزاده نشینهای شلسویگ، هولشتاین و لونبورگ میان پادشاهی دانمارک و کنفدراسیون آلمان بود. بیسمارک از دولت اتریش دعوت کرد تا با پروس در حل اختلاف بین کنفدراسیون آلمان و دانمارک همراهی کند و از آنجا که هر دو کشور از کریستیان، شاه دانمارک خواستند از انضمام شلسویگ به خاک خود چشم بپوشد و وی به این امر راضی نشد آن دو کشور با سپاهی ۹۰ هزار نفری به دانمارک حمله کردند. نیروهای نظامی کریستیان به علت کمبود نیرو، از اتریش و آلمان شکست خوردند و او درخواست صلح کرد. سرانجام به موجب پیمانی که در وین بسته شد، دانمارک رسماً از شاهزاده نشین‌های سه‌گانه چشم پوشید. پروس لونبورگ را تصرف کرد و اتریش ۱۵ میلیون مارک غرامت از آن شاهزاده نشین گرفت و حکومت دو شاهزاده نشین دیگر نیز بین دو دولت تقسیم شد. بیسمارک پس از جنگ دانمارک در صدد بود بین پروس و اتریش نیز جنگی ایجاد کند، ولی برای احتیاط ابتدا با ناپلئون سوم امپراتور فرانسه دوست شد و او را راضی نمود تا در جنگ بین پروس و اتریش بی‌طرف بماند و سپس با ویکتور امانوئل دوم، شاه ایتالیا بر ضد اتریش معاهده‌ای منعقد ساخت. پس از آن، اتریش را متهم کرد که در حکومت هولشتاین از رعایت منافع مشترک دو دولت خودداری کرده است. همچنین موضوع تغییر وضع دولت‌های آلمانی را پیش کشید و مجلس کنفدراسیون آلمان به اتریش اعلان جنگ داد. نبرد سادو که آلمانی‌ها آن را کونیگراتس می‌گویند نتیجهٔ درگیری بین پروس و اتریش را مشخص کرد. بعد از آن اتریشیها شکست خوردند و دیگر مقاومت جدی ای نکردند و در فردای نبرد سادو، فرانتس ژوزف درصدد برآمد که با ناپلئون سوم صلح کند. به موجب معاهدهٔ پراگ، ایالات شلسویگ، هولشتاین، هانوفر، هسن و فرانکفورت ضمیمهٔ پروس شد و پروس که تا این زمان دو قطعهٔ جداگانه بود، به یک مملکت تبدیل شد. بعد از این، بیسمارک با ممالک واقع در شمال رود ماین در مورد تشکیل یک کشور جدید به مذاکره پرداخت و این کشور به نام کنفدراسیون آلمان شمالی در ماه آوریل ۱۸۶۷ تأسیس شد که شامل ۲۲ مملکت یعنی تمام ممالک آلمان به جز آلمان جنوبی «باواریا و وورتمبرگ و بادن» می‌شد. بیسمارک پس از غلبه بر اتریش، درصدد به راه انداختن جنگ بین پروس و فرانسه بود. این جنگ دو علت داشت: اولاً ارادهٔ بیسمارک در تکمیل وحدت آلمان به وسیلهٔ ضمیمه کردن ممالک جنوبی به ممالک مجتمعهٔ شمالی، که برای موفقیت در این امر لازم بود احساسات ضد پروسی را در ممالک جنوبی به وسیلهٔ احساسی قوی‌تر که کینه نسبت به فرانسه بود را از بین ببرد؛ ثانیاً دولت فرانسه نتوانست در موقع مساعد اقدام‌های لازم را انجام دهد و تظاهراتی جنگجویانه داشت. دولت فرانسه از بیسمارک قسمتی از اراضی باویر در ساحل رود راین و همچنین شهر ماینتس را تقاضا نمود (پنجم اوت ۱۸۶۶) و چون بیسمارک جواب داد که این تقاضا در حکم جنگ است این تقاضا پس گرفته شد؛ ولی طولی نکشید که فرانسه در ۲۰ اوت الحاق فوری لوکزامبورگ و اجازهٔ الحاق بلژیک را در موقع مساعد درخواست نمود و در مقابل: اولاً به پروس این آزادی عمل را می‌داد که در آلمان جنوبی مثل آلمان شمالی آزادانه عمل کند، ثانیاً حاضر شد با پروس قرارداد تعرضی و تدافعی منعقد نماید. بیسمارک هم پیشنهادهای ناپلئون را فوراً به شاهان باواریا و وورتمبرگ اطلاع داد و آن‌ها خشمگین شده و قراردادهای نظامی ای با ویلهلم اول بستند. بدین ترتیب، اهالی ایالت‌های جنوبی آلمان هم نسبت به فرانسه بدبین شدند. لوکزامبورگ ملک شخصی شاه هلند بود و او راضی شد به ۹۰ میلیون فرانک آن را به فرانسه بفروشد؛ اما این خبر هیجانی در آلمان برانگیخت و بیسمارک شاه هلند را مجبور ساخت لوکزامبورگ را نفروشد و سرانجام این موضوع در کنفرانس لندن مورد بررسی قرار گرفت. اختلاف دیگر بر سر سلطنت اسپانیا بود که در ۱۸۶۸ نام لئوپولد پسر عمه پادشاه پروس به میان آمد و این امر هم موجب نگرانی فرانسه گردید. سرانجام در روز سه‌شنبه ۱۹ ژوئیه ۱۸۷۰ ناپلئون رسماً به پروس اعلان جنگ داد و در دوم اوت جنگ آغاز شد و تا ۶ ماه ادامه یافت. در پایان کار فرانسویان شکست خوردند. بیسمارک در کاخ ورسای رسماً اتحاد آلمان را اعلام کرد و کشور جدید را بنیان نهاد. ویلهلم یکم، شاه پروس نیز در کاخ ورسای به عنوان امپراتور «قیصر» آلمان تاجگذاری کرد. شاهان ایالات مختلف آلمانی که زیر سیطره پروس و در داخل آلمان متحد قرار داشتند نیز از استقلال درونی برخوردار ماندند و نوعی نظام فدرال در کشور باقی ماند. به موجب عهدنامهٔ فرانکفورت فرانسه مجبور شد آلزاس و موزل را به آلمان واگذار کند، ۱ میلیارد دلار «۵ میلیارد فرانک» غرامت بدهد و اجازه دهد آلمان استحکامات مهم فرانسه را تا زمان پرداخت غرامت در تصرف داشته باشد. مردم فرانسه نیز در یک همه‌پرسی رأی به بازگشت نظام جمهوری دادند و برای آخرین بار نظام جمهوری در فرانسه برقرار گشت که تا امروز باقی مانده است.

### دورهبیسمارک«۱۸۹۰–۱۸۷۱»

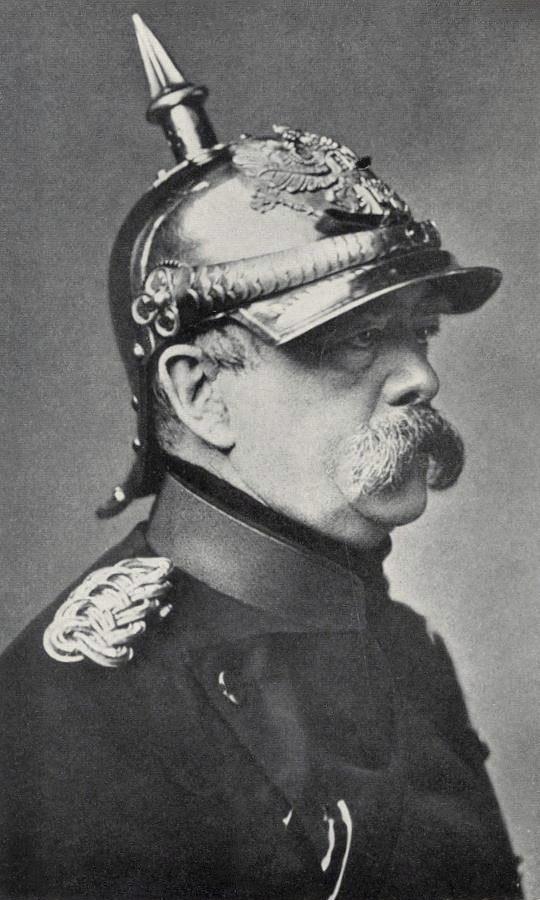
اتو فون بیسمارک، نخستین صدراعظم امپراتوری آلمان
او به مدت ۱۹ سال چنین مقامی را داشت

امپراتوری آلمان از ۱۸۷۱ تا ۱۹۱۸

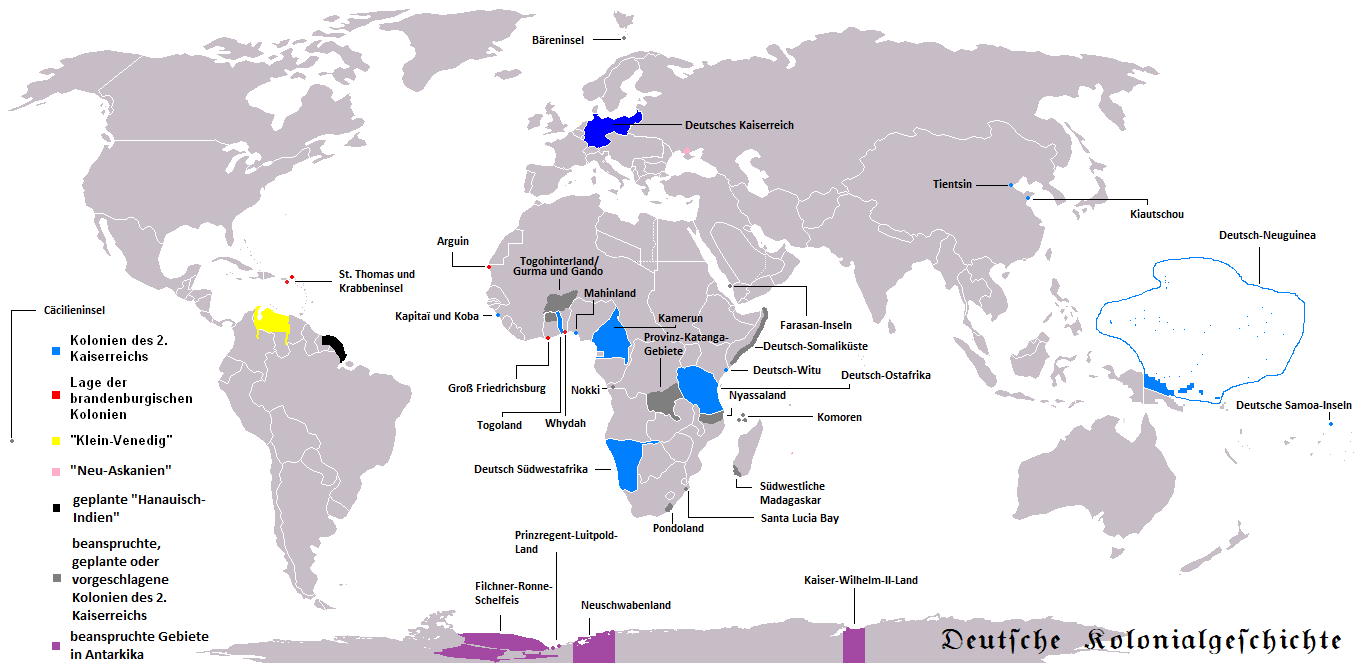
گستره امپراتوری آلمان تا سال ۱۹۱۴. در این نقشه، وسعت امپراتوری آلمان از ۳٬۵۰۰٬۰۰۰ کیلومتر مربع هم فراتر است

آلمانی‌ها پس از به دست آوردن وحدت ملی، بی‌درنگ طرح‌های استعماری خود را برای رشد امپراتوری تازه تأسیس اجرایی کردند. رشد علمی، تأسیس دانشگاه‌های بزرگ و نیز وجود دانشمندان فراوان باعث شد فاصله علمی آلمان و دیگر استعمارگران به سرعت جبران شود و رشد تجارت و ایجاد کمپانیهای استعماری مانند کمپانی‌های آفریقای باختری آلمان و آفریقای خاوری آلمان نیز ثروتی هنگفت را در اختیار این امپراتوری گذاشت، صنایع جدید به سرعت گسترش یافت و آلمان پس از بریتانیا و آمریکا سومین کشوری بود که خطوط راه‌آهن در کشورش ایجاد کرد. این خطوط راه‌آهن به سرعت سراسر آلمان را به هم متصل نمود، رشد کارخانجات صنعتی به سرعت طبقه کارگر را در آلمان گسترش داد و رشد علمی و اقتصادی سریع آلمان باعث گسترش شهرنشینی در این امپراتوری گشت و همه این عوامل باعث شد آلمان به سرعت بسیار بالا از صنعتی‌ترین کشورهای جهان تبدیل شود. در اوایل قرن بیستم، آلمان پس از بریتانیا و آمریکا سومین قدرت اقتصادی جهان شده بود. بیسمارک طرح‌های داخلی مهمی را به اجرا درآورد که محبوبیت او را در میان مردم بسیار بالا برد. او یک طرح بیمه تأمین اجتماعی سراسری را اجرایی کرد که در نتیجه آن خدمات پزشکی برای مردم آلمان رایگان و تمامی بیمارستان‌ها مجانی شدند، طرح مبارزه با بیسوادی نیز تحصیل رایگان برای تمام آلمانی‌ها از ابتدائی تا دانشگاه را فراهم آورد. بیسمارک هم چنین قانون خدمت سربازی اجباری را در آلمان اجرا نمود که هم شامل پسران در قالب سرباز و هم شامل دختران در قالب خدمات اجتماعی می‌شد. گسترش صنعتی سازی و شهرنشینی نوین نیازهای جدیدی را برای آلمان به وجود آورد که لزوم به دست آوردن مستعمراتی را در مناطق دور دست مانند بریتانیا، فرانسه، روسیه، اسپانیا و هلند که در قاره‌های مختلف سرزمین‌هایی را داشتند پدیدار ساخت. برنامه استعماری آلمان از سال ۱۸۷۱ آغاز شد که بیسمارک طرحهایی را برای به دست آوردن سرزمین‌های جدید در قاره آمریکا عملی ساخت که البته به خاطر فشارهای دولت آمریکا و استقلال بیشتر مناطق این قاره از استعمار گران قبلی ناکام ماند و آلمانی‌ها تنها چند جزیره کوچک در حوزه دریای کارائیب را به دست آوردند. آلمانی‌ها از سال ۱۸۸۱ طرح استعمار آفریقا را آغاز کرده و ابتدا سرزمین توگو را به اشغال خود درآوردند. سپس در سال ۱۸۸۴ سرزمین کامرون را نیز اشغال کردند. در سال ۱۸۸۵ سرزمین تانزانیا، بوروندی و روآندا در شرق آفریقا را تصرف و یک فرمانداری استعماری در آن سرزمین‌ها دایر نمودند، در سال ۱۸۸۷ بخش شمالی جزیره گینه نو در شرق آسیا را اشغال کردند و جزیره گینه نو به سه قسمت تقسیم شد. نیمه غربی به هلند، نیمه شمال شرقی به آلمان و نیمه جنوب شرقی به بریتانیا رسید. در سال ۱۸۸۸ آلمانی‌ها سرزمین نامیبیا در جنوب باختری آفریقا را تصرف کردند و به منابع عظیم طلا و الماس جنوب باختری آفریقا دست پیدا کردند، همچنین جزایر ساموآ در اقیانوس آرام جنوبی نیز در سال ۱۹۰۱ به تصرف آلمانی‌ها درآمد. در چین نیز سیاست استعماری آلمان شبیه به سایر اروپاییان بود. از آن جهت که چین سرزمینی بزرگ بود و هنوز حکومت مرکزی مستقلی داشت استعمار تمام آن سرزمین برای یک دولت اروپایی میسر نبود و تقسیم آن نیز هم به دلیل مقاومت دولت مرکزی و مردم این کشور پرجمعیت و هم به خاطر اختلافات میان قدرت‌های استعماری عملاً ممکن نبود. به همین دلیل اکثر دولت‌های استعماری سعی در کسب امتیازات هرچه بیشتر از این سرزمین و در دست گرفتن بندرها مهم تجاری این کشور نمودند. بریتانیا بندر مهم هنگ کنگ را به مدت ۹۹ سال اجاره و عملاً اشغال کرد؛ پرتغالیها همین عمل را با بندر ماکائو انجام دادند؛ فرانسویان در بندر گوآنگژو مستقر شدند، ژاپنیها شبه جزیره کره و جزیره تایوان را ضمیمه خاک خود کردند و آلمانی‌ها امتیاز اداره سیاسی، اقتصادی و نظامی بندرها تیانجین و چینگدائو را در سال ۱۸۹۸ به مدت ۹۹ سال به دست آوردند که تا پایان جنگ جهانی اول آن بندرها را در دست داشتند. آلمان متحد، از نظر قوای مادی و معنوی بی نظیر، مجدانه به تعلیم و تربیت فرزندان خود پرداخت، در توسعه فرهنگ و ترویج علوم بر همهٔ کشورها پیشی گرفت و سعی کرد در صنعت، تجارت و بهداشت از علوم و اکتشافات جدید بهره گیرد. از این رو، در مدت کوتاهی بزرگ‌ترین دولت صنعتی و تجاری اروپا شد، مخترعان را تشویق کرد، صنایع شیمیایی را رونق داد، در وضع قوانین اجتماعی هم از بقیهٔ دولت‌ها پیشی گرفت و برای طبقهٔ کارگر اهمیت قائل شد. در حالی که در بقیهٔ کشورها حقی برای کارگران قائل نبودند. واقعیت دیگر این که حکومت خاندان هوهنتسولرن در این کار مؤثر بود. ملت آلمان پس از غلبه بر اتریش و فرانسه دچار غرور ملی شد و سیاست مداران آلمانی از روش‌های مختلف این غرور ملی را تقویت کردند. حتی هر معلمی ناگزیر بود که در سر کلاس درس برتری نژاد ژرمنی بر سایر نژادهای عالم را بیان کند و در شاگردان خود روح جنگجویی بدمد. گذشته از مدارس و دانشگاه‌ها، در معابر، روزنامه‌ها و کتب و نمایشگاه‌ها این برتری نژادی به نوعی القا می‌شد. حتی فریدریش نیچه، یکی از معروف‌ترین فیلسوفان آلمان هم چنین عقیده‌ای داشت و در یکی از آثار خود چنین گفته است که: «اگر آدمی جنگ را فراموش کند از او امید باید برید.» به همین دلیل کم‌کم طرز فکر مردم آلمان یکسره تغییر یافت و بر آن‌ها مسلم شد که نژاد ژرمنی ممتاز است و باید به سراسر زمین مسلط شود و این تسلط هم جز از راه جنگ امکان‌پذیر نیست. ترویج این افکار در آلمان سایر دولت‌های اروپایی را نگران ساخت و باعث شد تا بر ضد نژاد ژرمنی با هم متحد شوند. آلمان پس از پیروزی بر فرانسه از نظر نیروهای نظامی بر سایر کشورهای اروپا برتری یافته بود؛ ولی باز هم به این کار ادامه داد و تا سال ۱۹۱۴ روز به روز بر قوای جنگی خود افزود. از سال ۱۹۱۱ آلمان در افزایش نیروهای جنگی کوشید و میزان گسترش قوای مزبور در سال‌های ۱۹۱۱ و ۱۹۱۲ و ۱۹۱۳ با پیشرفت چهل سالهٔ آن از ۱۸۷۱ تا ۱۹۱۱ برابر بود؛ به خصوص که از سال ۱۹۱۰، ارتش امپراتوری آلمان دارای نیروی هوایی شد. در طی این مدت کوتاه شبکه‌های گستردهٔ راه‌آهن و راه‌های شوسه، تأسیسات عظیم صنعتی، نهادهای قدرتمند اقتصادی و به خصوص تشکیلات گستردهٔ نظامی آلمان موجب وحشت قدرت‌های اروپایی گردید. در سال ۱۹۱۴ آلمان از نظر صنعتی و اقتصادی به پیشرفت‌های عظیمی دست یافت. به لحاظ نظامی نیز دارای قدرتمندترین ارتش و نیروی دریایی شد. روحیهٔ نظامی‌گری در مزرعه، کارخانه و پادگان و همه جا حاکم بود و همه چیز در خدمت ارتش و نیروی دریایی قرار داشت. نیروهای نظامی آلمان بیش از ۱۳ میلیون نفر بودند و این افزایش نیروهای صنعتی و نظامی موجب اشباع جامعه آلمان گردید و آلمان مجبور بود سرمایه و کالاهای اضافی را به دیگر مناطق جهان بفرستد؛ بنابراین به دنبال مناطق نفوذ اقتصادی و منابع مواد اولیه بود. در زمینه سیاست خارجی، کشور آلمان پس از آن که بر امپراتوری‌های اتریش و فرانسه پیروز شد قدرتمندترین کشور اروپا گردید و قوای نظامی آن بر سایر کشورها برتری یافت ولی از انتقام فرانسه بیم داشت و می‌ترسید کشورهای بزرگ اروپا بر ضد او متحد شوند. به همین علت و به منظور گوشه‌گیر کردن بیسمارک، پس از پیمان صلح فرانکفورت، با اتریش طرح دوستی ریخت. در سال ۱۸۷۱ در طی ملاقات ویلهلم اول و فرانتس ژوزف این پیمان محکم شد. یکی از کشورهایی که آلمان علاقه‌مند بود روابط خود را با آن گسترش دهد امپراتوری عثمانی بود که بر منابع نفتی تسلط داشت. از سال ۱۸۸۰ آلمان متوجه اهمیت روابط با امپراتوری عثمانی گردید. در سال ۱۸۸۲ سپهسالار کلمار فون در گلتس از سوی سلطان عبدالحمید مأموریت یافت که ارتش و نیروی دریایی عثمانی را دارای سازمان منظمی سازد و افراد آن را آموزش دهد. افسران برجستهٔ هیئت نظامی آلمانی که در عثمانی فعالیت داشتند شامل فیلدمارشال پروسی فن در گولتس، دو ژنرال دیگر لیمان فون ساندرز و اریش فون فالکنهاین، یک افسر ستاد به نام هانس فون زکت، سه دریاسالار به نام‌های سوچون، اودم و مرتن و چند افسر دیگر بودند. البته یکی از طراحان برنامهٔ گسترش فعالیت آلمان در خاورمیانه مارشال فون بی براشتاین بود که از ۱۸۹۷ تا ۱۹۱۲ سفیر آلمان در قسطنطنیه بود و اعتقاد داشت که اجرای این برنامه موجب درگیری بین روسیه و آلمان خواهد شد. در سال ۱۸۹۸ ویلهلم دوم و ملکهٔ آلمان به استانبول سفر کردند و فصل جدیدی در همکاری بین دو ملت پدید آمد. امپراتور آلمان در مسافرت دوم خود به امپراتوری عثمانی خود را طرفدار دوستی ملت ترک و سایر ملل مسلمان معرفی نمود و در نطق خود اظهار داشت: «اعلیحضرت سلطان عبدالحمید و ۳۰۰ میلیون مسلمان می‌توانند اطمینان داشته باشند که آلمان، دوست و هواخواه آن‌هاست». این سیاست به زودی به لحاظ اقتصادی ثمرات مهمی برای آلمان به بار آورد، بانک داران و بازرگانان آلمانی در سراسر امپراتوری عثمانی مستقر شدند و امتیازات مهمی به مؤسسات اقتصادی آلمان داده شد. آلمان در جستجوی نفت بود و علاوه بر آن برای رقابت با بریتانیا به یک نیروی دریایی قوی نیاز داشت. آلمانی‌ها در هنگام مذاکره با دولت عثمانی در مورد منابع نفتی عراق سخن نگفتند بلکه فقط تقاضای اخذ امتیاز راه‌آهن را داشتند، به این شرط که امتیاز استخراج معادن اطراف راه‌آهن تا شعاع ۲۰ کیلومتر به آن‌ها داده شود. در سال ۱۹۰۲، بانک مرکزی آلمان امتیاز ساختمان راه‌آهن برلین – بغداد را به دست آورد که باعث نفوذ هرچه بیشتر آلمان در میان‌رودان می‌گردید. یکی دیگر از امتیازات آلمان از عثمانی ادامهٔ راه‌آهن از بغداد به خانقین بود که آلمان تصمیم داشت پس از اتمام خط آهن بغداد، همین راه را از خانقین به تهران و ولایات مرکزی ادامه دهد و ایران را به اروپا مربوط سازد. در سال ۱۹۱۰ مدت تعهد ایران در مقابل روسیه که ۲۰ سال حق ساختن راه‌آهن را از ایران سلب نموده بود تمام می‌شد؛ به همین علت از طرف بانک مرکزی آلمان به نام دویچه بانک مأموری به نام سیدروت به ایران آمد که امتیاز خط آهن خانقین - تهران را به دست آورد. این امر موجب نگرانی مقامات روسی و انگلیسی شد و باعث مبادلهٔ یادداشت هفتم آوریل ۱۹۱۰ بین ایران و آن دو دولت شد، و ایران به ناچار تعهد کرد که بعد از این امتیازی که مخالف منافع آن دو دولت باشد به هیچ تبعه دولت خارجی واگذار نکند؛ بنابراین، تلاش آلمان به نتیجه نرسید. اما نفوذ نظامی آلمان در امپراتوری عثمانی افزایش یافت و در ۱۹۱۴ آموزش ارتش عثمانی به یک گروه ۴۲ نفره از افسران آلمانی به ریاست ژنرال لیمان فن ساندرز واگذار شد. سپس آلمان تصمیم گرفت در مورد ادامهٔ راه‌آهن برلین - بغداد با روسیه مذاکراتی انجام دهد. در ۱۹۱۰ تزار نیکلاس دوم و ویلهلم امپراتور آلمان در پوتسدام ملاقات کردند و در مورد منافع روسیه و آلمان در ایران مذاکراتی صورت گرفت. سرانجام، در ۱۹ اوت ۱۹۱۱ قراردادی بین روسیه و آلمان در سن پترزبورگ منعقد شد که به موجب آن دولت آلمان منطقهٔ نفوذ روسیه را به رسمیت شناخت؛ و در عوض روسیه هم اجازه داد که اگر تا ۴ سال دیگر راه‌آهن‌های روسیه به خانقین متصل نشود دولت آلمان حق داشته باشد راه‌آهن استانبول - بغداد و خانقین - تهران را بسازد.

### دورهویلهلم«۱۹۱۸–۱۸۹۰»

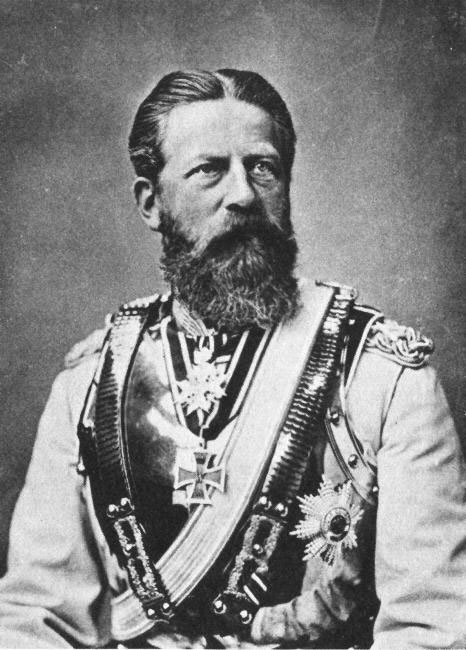
فریدریش یکم «فریدریش سوم، پادشاه پروس»، امپراتور «قیصر» آلمان به مدت ۹۹ روز این عکس متعلق به سال ۱۸۸۷، یک سال پیش از امپراتور شدن اوست

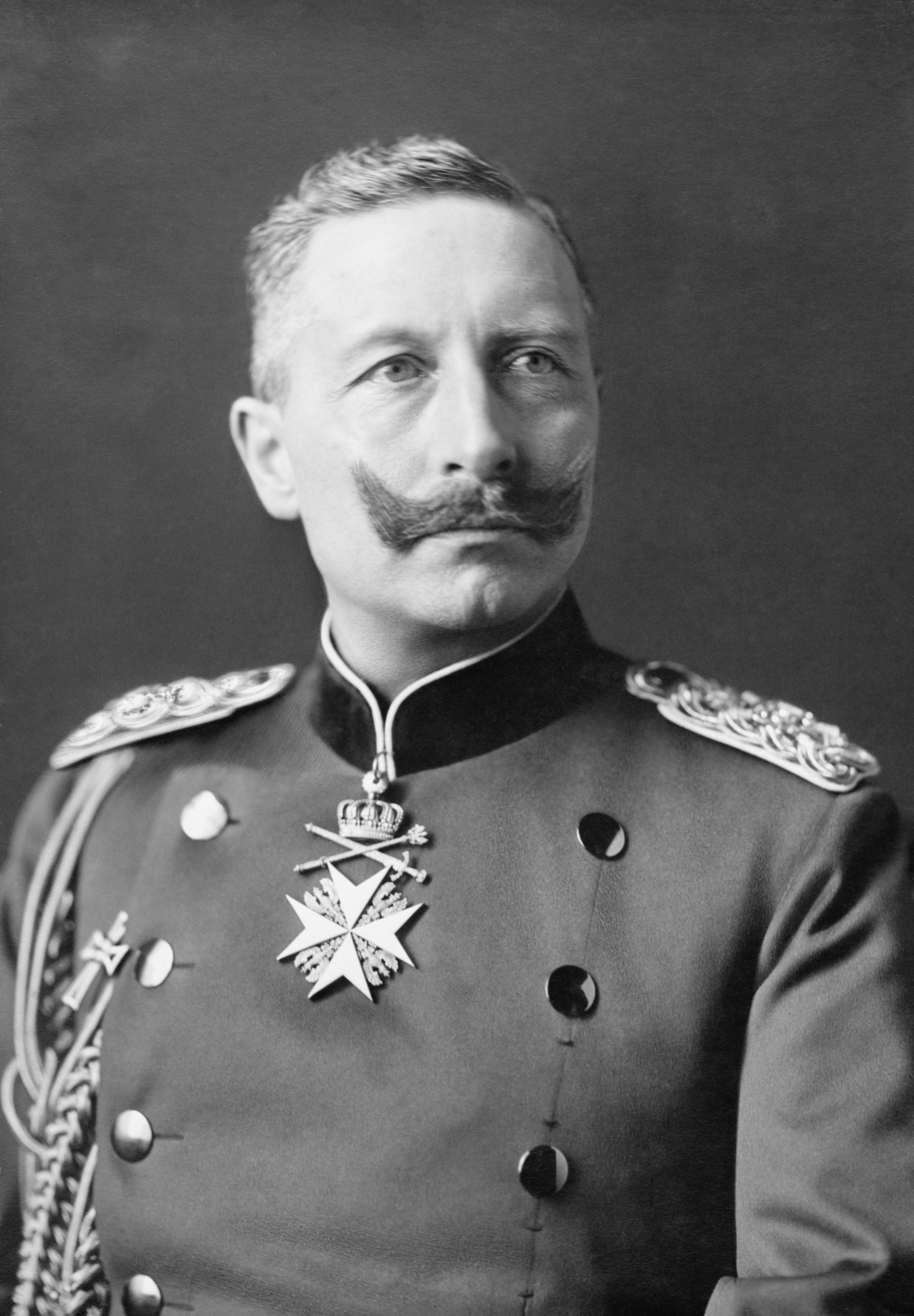
ویلهلم دوم، امپراتور «قیصر» آلمان به مدت ۳۰ سال این عکس متعلق به سال ۱۹۰۲ است

در سال ۱۸۸۸ امپراتور ویلهلم یکم از دنیا رفت و ۹۹ روز پس از او جانشین او فریدریش سوم نیز در اثر بیماری در گذشت و تاج امپراتوری به فرزندش ویلهلم دوم رسید. ویلهلم دوم برخلاف پدر بزرگش به دنبال افزایش قدرت جایگاه امپراتور در آلمان بود و با حضور بیسمارک نیز مخالف بود چرا که بیسمارک عملاً قدرت بیشتری نسبت به امپراتور داشت؛ بنابراین در سال ۱۸۹۰ بیسمارک را عزل کرد و او نیز برخلاف پیش‌بینی‌های ارتش، نیروی دریایی، روزنامه‌ها و… بدون مقاومت از قدرت کنار رفت و دوران صدر اعظمی ۲۵ ساله اش به پایان رسید. یکی از نویسندگان آلمانی این اتفاق را اخراج کردن ناخدا از کشتی نامگذاری کرد. گرچه روزنامه‌ها و نیز پارلمان از این اقدام امپراتور انتقاد کردند اما این مخالفت‌ها تنها روابط امپراتور با روزنامه‌ها و خصوصاً پارلمان را به تیرگی رسانید و نتیجه اش هم محدود شدن رسانه‌ها و کاهش قدرت و نفوذ سیاسی پارلمان بود. بیسمارک نیز تا زمان مرگش در سال ۱۸۹۸ در ویلایش در لاونبورگ آلمان اقامت کرد و هرازگاهی در روزنامه‌ها از سیاست‌های امپراتور انتقاد می‌کرد. پس از برکناری بیسمارک تا پایان امپراتوری در سال ۱۹۱۸، ۷ صدر اعظم توسط ویلهلم دوم انتخاب شدند اما هیچ‌کدام از آن‌ها نتوانستند مانند اتو فون بیسمارک از خود لیاقت و توانایی نشان بدهند. از طرف دیگر در اوایل قرن بیستم، رقابت‌های استعماری قدرت‌های استعمارگر را با بحران کمبود سرزمین مواجه کرد. قدرت‌های استعماری نوظهور مانند آلمان و ایتالیا که دیر تر از سایر استعمارگران وارد رقابت شده بودند خود را از بریتانیا، فرانسه و روسیه عقب می‌دیدند. گرچه آلمانی‌ها با تلاش زیاد توانستند سرزمینهای زیادی را در آفریقا به دست بیاورند اما این سرزمینها در برابر ثروت بیکران مستعمرات بریتانیا و فرانسه بسیار اندک بود. مجموع مستعمرات آلمان حتی با هند که یکی از مستعمرات بریتانیا و البته مهم‌ترین آن‌ها بود هم برابری نمی‌کرد. رقابت میان اتریش و امپراتوری روسیه بر سر سیطره بر شبه جزیره بالکان نیز از بحران‌های مهم این سال‌ها بود. از طرفی در سال‌های ابتدایی قرن بیستم تمام قدرت‌های اروپائی در حال تجهیز و تقویت نظامی خود بودند و عملاً آماده جنگی بزرگ می‌شدند که خود نتیجه آن را پیش‌بینی نمی‌کردند. بعدها مورخان به این سال‌ها لقب سال‌های «صلح مسلح» را دادند. این اوضاع باعث ایجاد یک اتحاد نظامی میان سه قدرت اروپائی یعنی امپراتوری آلمان، امپراتوری اتریش و امپراتوری عثمانی به نام اتحاد مثلث گشت و در برابر آن نیز یک اتحاد نظامی میان سه دولت دیگر یعنی امپراتوری روسیه، امپراتوری بریتانیا و فرانسه به نام اتفاق مثلث شکل گرفت. سرانجام در سال ۱۹۱۴ با به قتل رسیدن ولیعهد اتریش در بلگراد توسط یک جوان صرب شاه اتریش بهانه کافی برای حمله به صربستان را یافت و از آن جا که صربستان تحت نفوذ روسیه قرار داشت امپراتوری روسیه فوراً در واکنش به حمله اتریش به صربستان به آن کشور اعلام جنگ داد و بعد از آن آلمان که متحد اتریش بود به امپراتوری روسیه اعلام جنگ کرد و بریتانیا و فرانسه نیز در حمایت از امپراتوری روسیه وارد جنگ شدند و از همان ابتدا ایتالیا از اتحادیه جدا شد و در سال ۱۹۱۵ به متفقین پیوست، پادشاهی بلغارستان که با صربستان مشکل داشت هم وارد جنگ به نفع آلمان شد و امپراتوری عثمانی نیز که عضو اتحاد مثلث بود به نفع آلمان وارد جنگ شد. ایالات متحده آمریکا در حمایت از متفقین ابتدا کوشید از راه دیپلماسی صلح برقرار نماید و وقتی آتش جنگ را شعله‌ور تر از آن دید که بشود بدون جنگ آن را خاموش کرد به نفع متفقین وارد جنگ شد، امپراتوری ژاپن نیز به عنوان یک قدرت نوظهور و متحد آمریکا در آن سال‌ها به متفقین پیوست؛ برخی کشورهای دیگر اروپایی نیز مانند اسپانیا و سوئد هم چون ایران در خاورمیانه اعلام بیطرفی کردند. در جنگ جهانی اول، نقشه آلمان برای تسخیر برق آسای پاریس در سال ۱۹۱۴ با شکست مواجه شد. جنگ در جبهه غربی به بن‌بست خورد و تحریم‌های دریایی آلمان را از نظر غذایی در تنگنا قرار داد. با این حال اوضاع در جبهه شرقی برای آلمان قدری بهتر بود و آنان موفق شدند تا بخش‌هایی از قلمروهای همسایه‌های شرقی را ضمیمه خاک خود کنند.

### انقلاب ۱۹۱۸–۱۹۱۹ آلمان، انحطاط و فروپاشی «۱۹۱۹–۱۹۱۸»
در اواخر سال ۱۹۱۷ نیز در روسیه انقلاب ضد سلطنتی به پیروزی رسید و حکومت بلشویکی ایجاد شد و روسیه به اتحاد جماهیر شوروی سوسیالیستی تغییر نام داد و با این نام از جنگ کاملاً خارج شد. سرانجام در سال ۱۹۱۸ با اشغال برلین و فروپاشی امپراتوری‌های عثمانی و اتریش جنگ جهانی اول با پیروزی متفقین به پایان رسید. حکومت عالی نظامی (آلمانی: Oberste Heeresleitung) زیر نظر پاول فون هیندنبورگ و اریش لودندورف کنترل کشور را در دست گرفت، اما با شکست یورش بهاری در سال ۱۹۱۸، اوضاع برای آن‌ها خوب پیش نرفت. نیروهای آلمان مجبور به عقب‌نشینی شدند؛ اتریش-مجارستان و عثمانی سقوط کردند و بلغارستان تسلیم شد در همین زمان فشار سنگین مالی ناشی از جنگ و نیز قطع شدن خدمات اجتماعی که بیسمارک آن‌ها را ایجاد کرده بود و از همه بدتر، شکست در جنگ و از دست دادن همه مستعمرات مردم این کشور را به مرز انقلاب رساند. موج انقلابی که از بندر ویلهمزهافن و با اعتصاب ۴۰٬۰۰۰ ملوان نیروی دریایی امپراتوری آلمان آغاز شده بود سراسر آلمان را در طول چند روز گرفت و ویلهلم دوم استعفا داده، به هلند گریخت و انقلاب نوامبر ۱۹۱۸ در آلمان به پیروزی رسید که باعث تشکیل یک حکومت جمهوری در آلمان شد. به این ترتیب امپراتوری آلمان با عنوان رایش دوم به پایان رسید. حکومت جدید جمهوری آلمان برای انعقاد صلح وادار به پذیرش پیمان ورسای شد؛ آن هم با این مفاد:
- آلزاس و موزل به فرانسه و اوپن و مالمدی به بلژیک داده شود.
- سرزمین آلمان به دو قسمت تقسیم شود تا کشور تازه تأسیس لهستان به دریا دسترسی داشته باشد.
- شهر دانتسیگ تحت قیمومت جامعه ملل قرار گرفته و اجرای سیاست خارجی و گمرکی آن به لهستان واگذار شود.
- بندر ممل به لیتوانی واگذار شود.
- بخشهایی از خاک آلمان به کشور تازه تأسیس چکسلواکی واگذار شود.
- آلمان و اتریش حق اتحاد با هم را ندارند مگر با اجازه جامعه ملل. «در پیمان سن ژرمن نیز چنین چیزی آمده بود.»
- تمامی کشتیها و ناوهای آلمان به بریتانیا و فرانسه داده شود.
- آلمان باید با هزینه خود برای متفقین کشتی بسازد.
- آلمان باید از تمامی دارایی‌های خود در سایر کشورها چشم بپوشد.
- آلمان باید ۵۰۰۰ لوکوموتیو و ۱۵۰ هزار اتومبیل برای متفقین تولید کند.
- آلمان باید به مدت ۱۰ سال مقادیر زیادی «مقادیر در پانویس قرارداد ذکر شده بود» زغال‌سنگ به فرانسه، ایتالیا و بلژیک بپردازد.
- متفقین تا ۵ سال بر واردات و صادرات آلمان نظارت داشته باشند.
- رودهای البه و اودر و همچنین کانال کیل در آلمان بین‌المللی اعلام شود و راینلاندغیرنظامی گردد.
- علاوه بر این‌ها آلمان باید ۶ میلیارد و ۶۰۰ میلیون لیره استرلینگ به صورت نقدی غرامت به متفقین بپردازد.
- ناحیه زغال‌سنگ خیز زارلند به مدت ۱۵ سال به فرانسه واگذار شده و تحت قیمومت جامعه ملل درآید.
- آلمان باید تمام مستعمراتش را به متفقین یا جامعه ملل واگذار کند.
- آلمان می‌بایست ارتش خود را به یکصد هزار نفر آن هم بدون تانک، سلاح سنگین و خودروهای زرهی کاهش دهد.
- آلمان از حق داشتن زیردریایی و سربازگیری محروم می‌شود.
- ارتش آلمان از داشتن نیروی هوایی محروم و نیروی دریایی آن هم به ۶ فروند کشتی جنگی و تعدادی رزمناو و اژدر محدود می‌گردد.

تعیین سرنوشت شلسویگ و سیلزی موکول به برگزاری همه‌پرسی شد و عاقبت نیز طبق همه‌پرسی ای که در سال ۱۹۲۱ به عمل آمد شلسویگ به دانمارک منضم گردید و سیلزی که ۶۰ درصد مردم به الحاق به آلمان و ۴۰ درصد به الحاق به لهستان رأی دادند طبق تصمیم جامعه ملل یک سوم آن به لهستان و بقیه به آلمان منضم گردید. به موجب این قرارداد آلمان ۵۵ درصد از منابع سنگ آهن، ۴۵ درصد از منابع زغال‌سنگ، ۷۵ درصد از منابع روی و ۵۷ درصد از منابع سرب خود را از دست داد.

## پرچم آلمان

پرچم در سرزمین اصلی
پرچم در مستعمرات